# WTA Challenger Makarska
Das WTA Challenger Makarska (offiziell: Makarska Open) ist ein Tennisturnier der WTA Challenger Series, das seit 2022 in der kroatischen Stadt Makarska auf dem Gelände des Tennis Center Makarska ausgetragen wird.

## Siegerliste

### Einzel
| Jahr | Siegerin       | Finalgegnerin               | Ergebnis       |
| ---- | -------------- | --------------------------- | -------------- |
| 2022 | Jule Niemeier  | Elisabetta Cocciaretto      | 7:5, 6:1       |
| 2023 | Mayar Sherif   | Jasmine Paolini             | 2:6, 7:66, 7:5 |
| 2024 | Katie Volynets | Mayar Sherif                | 3:6, 6:2, 6:1  |
| 2025 | Sára Bejlek    | Victoria Jiménez Kasintseva | 6:0, 6:1       |

### Doppel
| Jahr | Siegerinnen                             | Finalgegnerinnen                       | Ergebnis         |
| ---- | --------------------------------------- | -------------------------------------- | ---------------- |
| 2022 | Dalila Jakupović Tena Lukas             | Olga Danilović Aleksandra Krunić       | 5:7, 6:2, [10:5] |
| 2023 | Ingrid Neel Wu Fang-hsien               | Anna Sisková Renata Voráčová           | 6:3, 7:5         |
| 2024 | Sabrina Santamaria Irina Schymanowitsch | Nao Hibino Oksana Kalaschnikowa        | 6:4, 3:6, [10:6] |
| 2025 | Jesika Malečková Miriam Škoch           | Oksana Kalaschnikowa Jelena Pridankina | 2:6, 6:3, [10:4] |